# 헤르베르트 포이러
헤르베르트 포이러(독일어: Herbert Feurer, 1954년 1월 14일, 니더외스터라이히 주 아스팡-마크트 ~)는 오스트리아의 전직 축구 골키퍼이다.

## 경력
아스팡-마크트 출신인 포이러는 비너 노이슈테터와 라피트 빈에서 활약했다. 포이어는 라피트에서 13년을 보내며 리그를 4번(1981-82, 1982-83, 1986-87, 1987-88) 우승했고, 컵대회도 4번 우승했다. 그는 라피트의 1984-85 시즌 유러피언 컵위너스컵 결승행에도 일조했다. 포이러는 1980년과 1981년에 오스트리아 올해의 축구 선수로도 지명되었다.
그는 오스트리아 국가대표팀 경기에도 7번 출전했는데, 스페인에 참가한 1982년 월드컵 선수 명단에도 이름을 올렸다.